# Christian Kramer (triathlon)
Pour les articles homonymes, voir Kramer.
Christian Kramer, né le 12 septembre 1983 à Mersebourg en Allemagne est un triathlète professionnel, vainqueur du Triathlon EDF Alpe d'Huez en 2017.

## Palmarès
Le tableau présente les résultats les plus significatifs (podium) obtenus sur le circuit national et international de triathlon depuis 2009,.
| Année | Compétition                             | Pays        | Position           | Temps           |
| ----- | --------------------------------------- | ----------- | ------------------ | --------------- |
| 2019  | Ironman Lanzarote                       | Espagne     | Médaille d'argent  | 8 h 56 min 8 s  |
| 2017  | Triathlon EDF Alpe d'Huez XL            | France      | Médaille d'or      | 5 h 53 min 28 s |
| 2017  | Ironman Pays-de-Galles                  | Royaume-Uni | Médaille de bronze | 9 h 14 min 26 s |
| 2017  | Championnat d'Allemagne longue distance | Allemagne   | Médaille de bronze | 8 h 18 min 14 s |
| 2015  | Ironman 70.3 Taiwan                     | Taïwan      | Médaille d'argent  | 3 h 35 min 39 s |
| 2015  | Ironman Lanzarote                       | Espagne     | Médaille d'argent  | 8 h 59 min 31 s |
| 2014  | Trans Vorarlberg Triathlon              | Autriche    | Médaille d'or      | 3 h 59 min 39 s |
| 2014  | Ironman Autriche                        | Autriche    | Médaille d'argent  | 7 h 54 min 31 s |
| 2013  | Trans Vorarlberg Triathlon              | Autriche    | Médaille d'or      | 3 h 59 min 39 s |
| 2012  | Ironman Pays-de-Galles                  | Royaume-Uni | Médaille de bronze | 8 h 58 min 49 s |
| 2009  | Ironman Wisconsin                       | États-Unis  | Médaille d'argent  | 8 h 50 min 34 s |